# STS-38
STS-38 (ang. Space Transportation System) – siódma misja wahadłowca kosmicznego Atlantis i trzydziesta siódma programu lotów wahadłowców.

## Załoga
źródło
- Richard Covey (3)*, dowódca (CDR)
- Frank Culbertson (1), pilot (PLT)
- Robert Springer (2), specjalista misji 2 (MS2)
- Carl Meade (1), specjalista misji 3 (MS3)
- Charles Gemar (1), specjalista misji 1 (MS1)

*(liczba w nawiasie oznacza liczbę lotów odbytych przez każdego z astronautów)

## Parametry misji
- Masa:
  - startowa orbitera: utajniona
  - lądującego orbitera: 86 677 kg
  - satelita Magnum ELINT:  ~3000 kg
- Perygeum: 260 km
- Apogeum: 269 km
- Inklinacja: 28,4°
- Okres orbitalny: 89,79 min

## Cel misji
Wojskowa misja wahadłowca – umieszczenie na orbicie satelity wczesnego ostrzegania DSP (Defence Support Program).